# Symphonie no 2 d'Alfvén
Pour les articles homonymes, voir Symphonie no 2.
La Symphonie no 2 en ré majeur opus 11 (Rudén 28) a été écrite par le compositeur suédois Hugo Alfvén en 1897-1898.

## Historique
La symphonie a eu des débuts difficiles. Alfvén était encore étudiant à l'Académie de musique lorsqu'il a commencé la composition. Le début a été mis sur papier à l'automne 1897, lorsque le compositeur était à Berlin. Il a continué la composition et l'a présentée à l'Académie comme épreuve pour conserver sa bourse à l'étranger. L'œuvre n'était pas terminée, à l'état encore de manuscrit et le quatrième mouvement manquait. Les examinateurs ont estimé ne pas pouvoir tenir compte d'un morceau de musique incomplet et ont refusé la bourse. Le chef d'orchestre Conrad Nordqvist, qui avait dirigé la création de la Première Symphonie, était d'un avis différent. Il a pensé que le travail qui avait été remis, était d'une grande qualité et a finalement convaincu le jury de redonner la bourse. La quatrième partie a pu alors être complétée à Paris en 1898.
La création le 2 mai 1899 à l'Opéra royal de Stockholm a été couronnée de succès. Alfvén accompagné de sa mère et de ses frères a écouté comment Wilhelm Stenhammar a dirigé le Kungliga Hovkapellet dans un concert d'une grande qualité (aux yeux d'Alfvén). Le public a également pensé que c'était un bon travail, mais l'intérêt pour la musique d'Alfvén s'est progressivement estompé. Il faudra attendre le succès de la Rhapsodie suédoise no 1 pour que Alfvén retrouve une large audience.
La partition autographe se trouve à la Bibliothèque de l'Université d'Uppsala. La symphonie a été publiée en 1900, par Det Nordiske Forlag, Copenhague.

## Structure
La symphonie comporte quatre mouvements.
1. Moderato, en ré majeur, à
2. Andante, en sol mineur, à
3. Allegro, en do majeur, à
4. Preludio: Adagio, en ré mineur, à  - Fuga: Allegro energico, en ré mineur, à

Durée : environ 53 minutes

## Orchestration
| Instrumentation de la symphonie no 2 |
| Cordes |
| premiers violons, seconds violons, altos, violoncelles, contrebasses |
| Bois |
| 3 flûtes dont une jouant du piccolo, 3 hautbois, dont un jouant du cor anglais, 3 clarinettes dont une jouant de la clarinette basse, 3 bassons dont un jouant du contrebasson |
| Cuivres |
| 4 cors, 2 trompettes 3 trombones 1 tuba |
| Percussions |
| timbales, 2 percussionnistes |

## Discographie
- Orchestre philharmonique royal de Stockholm, dir. Neeme Järvi (1988, BIS CD-1478/1480 / Brilliant Classics) (OCLC 315689215)
- Orchestre symphonique d'Irlande, dir. Niklas Willén (en) (mai 2000, Naxos 8.555072) (OCLC 422148225 et 1369156636)
- Deutsches Symphonie-Orchester Berlin, dir. Łukasz Borowicz (pl) (mai 2019, CPO) (OCLC 1351749280)